# John Oswald (filosofo)

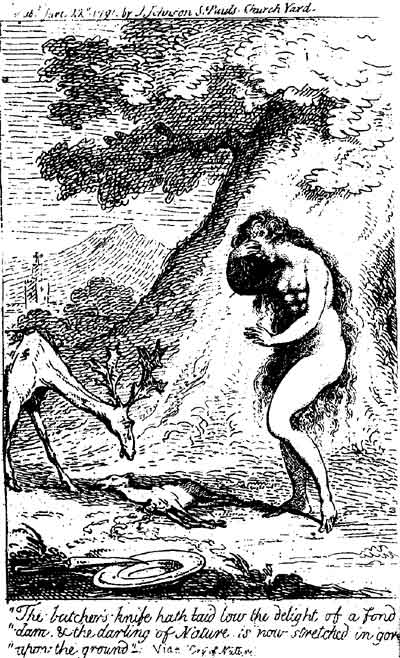
Un'immagine dal frontespizio originale de Il grido della natura, con la scritta: "The butcher's knife hath laid low the delight of a fond dam, & the darling of Nature is now stretched in gore upon the ground".

John Oswald (1730 – 1793) è stato un filosofo, attivista, poeta, critico sociale e rivoluzionario scozzese.

## Biografia
Fu tra i primi ad applicare agli animali non umani il concetto di diritto. Difatti, nell'opera "Il grido della natura" (The Cry of Nature, 1791), riprendendo il pensiero di Pitagora e Jean-Jacques Rousseau, estese l'attenzione morale oltre il limite della specie umana, includendovi ogni essere senziente. «Bisogna imparare — scrisse — a riconoscere e a rispettare negli altri animali i sentimenti che vibrano in noi stessi».
Soldato e studioso dell'Induismo, fu altresì fra i primi a criticare l'uccisione degli animali a fini alimentari senza far riferimento ad argomentazioni religiose, cioè a propugnare un vegetarianismo prettamente etico. Morì combattendo nella Rivoluzione francese, ai cui ideali aveva aderito. Fu amico di Thomas Paine, eroe della Rivoluzione americana.